# Springbok
Springbok antilopa (lat. Antidorcas marsupialis) je srednje velika vrsta antilope s visinom u ramenima od oko 75 cm. Teži i do 40 kg.
Prirodno stanište springboka su suha unutrašnja područja Namibije, Bocvane i Južnoafričke Republike, gdje se smatra i nacionalnom životinjom. Tamo ima oko 2,500,000 springbok antilopa. Dobila je ime po visokim skokovima, koje izvodi. Tako se brani od grabežljivaca i upozorava druge životinje na njihovu prisutnost. Može skočiti do 4 m u visinu, skočiti u dalj do 15 m i trčati do 100 km/h.
Hrane se mješovito. Kada ima svježe trave, uglavnom pasu. Inače brste grmlje i sukulente. Mogu se zadovoljiti vodom iz hrane koje jedu i preživjeti bez pitke vode kroz suhe sezone ili čak i više godina. Često jede cvijeće, sjemenke i lišće grmlja pred zoru, kada su namirnice sočnije. Za razliku od drugih afričkih životinja, springbok antilope okupljaju se u vlažnom dijelu sezone, a razilaze se tijekom suhog dijela godine.
Najviše ih love gepardi.